# Benjamin-Constant Martha
Pour les articles homonymes, voir Martha.
Benjamin-Constant Martha, aussi connu sous le nom de Constant Martha, est un moraliste français et historien de la morale antique né à Strasbourg en 1820 et mort en 1895.

## Biographie
Ancien élève de l'École normale, agrégé de lettres en 1843, il est professeur de littérature au lycée de Strasbourg en 1843, puis professeur de littérature ancienne aux Universités de Douai jusque 1857, avant d'être suppléant de Sainte-Beuve au Collège de France et enfin, il est titulaire de la chaire d'éloquence latine à la Sorbonne à partir de 1869.
Le 24 mai 1854, il soutient ses deux thèses de doctorat ès lettres à la Faculté de Paris. La première, en français, traite de la morale pratique dans les lettres de Sénèque. La deuxième, en latin, est un portrait du philosophe grec Dion de Pruse. De 1866 à 1894, il participe à de très nombreuses soutenances de thèses de doctorat, en qualité de membre du jury. 
Il est élu membre de l'Académie des sciences morales et politiques en 1872.
Il a également collaboré avec plusieurs revues telles que le Journal général de l'Instruction publique, la Revue contemporaine, la Revue Européenne, la Revue des deux mondes, la Revue de philologie et la Revue bleue.
Il est le père de Jules Martha et le beau-père de Paul Girard.

## Publications
- De la Morale pratique dans les lettres de Sénèque (thèse, 1854) lire en ligne sur Gallica
- Dionis philosophantis effigies (thèse complémentaire en latin, 1854)
- De la Morale pratique dans les lettres de Sénèque (1854)
- Les Moralistes sous l'Empire romain, philosophes et poètes (1865)

- Prix Montyon de l’Académie française
Contient : La morale pratique dans les lettres de Sénèque. Un Poète stoïcien - Perse. La Vertu stoïque - Épictète. L'Examen de conscience d'un empereur romain - Marc Aurèle. La Prédication morale populaire - Dion Chrysostome. La Société romaine - Juvénal. Le Scepticisme religieux et philosophique - Lucien.
- Les Sophistes grecs dans l’Empire romain (1866)
- Le Poème de Lucrèce : morale, religion, science (1869) lire en ligne sur Gallica

- Prix Bordin de l’Académie française en 1870
- Études morales sur l'antiquité (1883).

Contient : L'Éloge funèbre chez les Romains. Le Philosophe Carnéade à Rome. Les Consolations dans l'Antiquité. L'Examen de conscience chez les anciens. Un Chrétien devenu paĭen. Un Paĭen devenu chrétien.
- La Délicatesse dans l'art (1884)
- Mélanges de littérature ancienne (1896)

Contient : L'Éducation des femmes grecques. Pindare. Les Romains à la comédie. Cicéron et Lucrèce. Auguste et les lettres. Sénèque.